# فرودگاه گوآپی
فرودگاه گوآپی (به انگلیسی: Guapi Airport) (به زبان بومی: Aeropuerto "Juan Casiano Solís" de Guapi) یک فرودگاه همگانی مسافربری با کد یاتا GPI است که یک باند فرود آسفالت دارد و طول باند آن ۱٫۲۹۷ متر است. این فرودگاه در کشور کلمبیا قرار دارد و در ارتفاع ۵۰ متری از سطح دریا واقع شده است.